# Епархия Аббира Великого
Епархия Аббира Великого (лат. Dioecesis Abbiritana) — упразднённая епархия, в настоящее время титулярная епархия Римско-Католической церкви.

## История
Античный город Аббир Великий находился в римской провинции Африка и до VII века был центром одноимённой епархии, которая входила в митрополию Карфагена. В VII веке епархия Аббира Великого прекратила своё существование.
C 1915 года епархия Аббира Великого является титулярной епархией Римско-Католической церкви.

## Епископы
- епископ Фелиций I (упоминается в 411 году);
- епископ Фелиций II (484—528);
- епископ Адеодат (упоминается в 646 году).

## Титулярные епископы
- епископ Louis Van Dyck, C.I.C.M.[1] (10.08.1915 — 4.12.1937);
- епископ John Baptist Hou (13.02.1940 — 1942);
- епископ Ян Облонк (20.11.1961 — 13.04.1982) — назначен епископом Вармии;
- епископ Bernard Henri René Jacqueline (24.04.1982 — 26.02.2007);
- епископ Thaddeus Cho Hwan-Kil (23.03.2007 — 4.11.2010) — назначен архиепископом Тэгу;
- епископ Miguel Olaortúa Laspra O.S.A. (2.02.2011 — по настоящее время).

## Источник
- Annuario Pontificio, Libreria Editrice Vaticana, Città del Vaticano, 2003, стр. 747, ISBN 88-209-7422-3
- Pius Bonifacius Gams, Series episcoporum Ecclesiae Catholicae, Leipzig 1931, стр. 463  (лат.)
- Stefano Antonio Morcelli, Africa christiana, Volume I, Brescia 1816, стр. 60-61  (лат.)
- La Gerarghia Cattolica